# Heraclia ochracea
Heraclia ochracea är en fjärilsart som beskrevs av Aurivillius. Heraclia ochracea ingår i släktet Heraclia och familjen nattflyn. Inga underarter finns listade i Catalogue of Life.